# Софулар (дем Марония-Шапчи)
Вижте пояснителната страница за други значения на Софулар.
Софулар или Суфлар (на гръцки: Ασκητές, Аскитес, катаревуса Ασκηταί, Аските) е село в Западна Тракия, Гърция, разположено в северните склонове на планината Кара Кус (гр. - Исмарос). Селото е част от дем Марония-Шапчи.
В 2001 година Софулар има 102 жители, а Горно Софулар (Ано Аскитес) – 48 жители.

## География
Селото е разположено на 5 километра североизточно от архитектурния резерват Марония, от който го дели билото на планината Кара Кус.

## История
В 19 век селото е преобладаващо българско, а населението му се препитава предимно със скотовъдство (овце и кози). Според данните на Любомир Милетич за населението в Одринския вилает, посочени в „Разорението на тракийските българи през 1913 г.“, до Балканските войни с. Софулар е смесено българо-турско село с ок. 60 български и 30 турски къщи. Турското население и до днес обитава изцяло разположената по-високо в планината махала Горно Софулар (Ано Аскитес).
В края на 1890-те години в него е основан комитет на ВМОРО.
По време на разорението на тракийските българи през 1913 г. с. Софулар е сред по-малко пострадалите и жителите му не се изселват масово подобно на близките български села. След гръцката окупация през 1920 г., по време на Гръцко-турската война, подобно на съседните български села младежи от Софулар също са мобилизирани в гръцката армия и изпратени на фронта в Мала Азия, откъдето повечето не се завръщат.
След 1924 г. българското население на с. Софулар се изселва в Хасковско и Кърджалийско.
В селото е запазена старата българска църква „Св. Георги“ с внушителен каменен градеж от втората половина на ХІХ в., а непосредствено над селото (вляво от пътя за Горно Софулар) в по-ново време от гръцкото население е изграден параклис „Св. св. Констанин и Елена“ с аязмо.
Съвременното гръцко население на селото е с произход предимно от Кападокия, в Мала Азия.
| Църковно-училищни и революционни дейци |
| Име                                    |
| -------------------------------------- |
| 1. Стайко В. Пехливанов                |
| 2. Петко В. Пехливанов                 |
| 3. Тодор В. Пехливанов                 |
| 4. Георги Панталов                     |
| 5. Радю Найдата                        |
| 6. Митрю Дикмето                       |